# Saskia Slegers
Pour les articles homonymes, voir Slegers.
Saskia Slegers (née le 21 juin 1962 à Eindhoven) est une disc jockey et productrice néerlandaise de musique électronique.

## Biographie
Le père de Slegers est peintre et sa mère juriste, d'abord avocate puis juge. Après leur divorce, elle grandit alternativement avec l'un et l'autre. Lorsqu'elle refuse d'aller à l'école à l'âge de 16 ans, son père lui répond qu'elle devrait faire autre chose à ce moment-là. À peu près à la même époque, elle commence à travailler comme DJ dans une discothèque locale. Elle y apporte ses propres disques, qui sont très appréciés et qu'elle fait tourner tous les samedis. Quelques années plus tard, elle joue également dans plusieurs groupes en tant que guitariste de guitare basse.
Elle travaille ensuite pendant plusieurs années au rayon danse d'un magasin de disques, où elle rencontre des musiciens dont la musique lui plaît, même s'ils ne trouvent pas de maison de disques. C'est ainsi qu'elle a l'idée de créer Djax Records en 1989. Le premier disque qu'elle enregistre l'est pour le groupe de hip-hop 24K d'Eindhoven. Le tirage d'un millier d'exemplaires est épuisé, tout comme les versions suivantes, ce qui lui permet d'amortir rapidement son investissement. Cette signature la fait entrer dans l'histoire, car elle la place au début de l'essor du nederhop.
Par l'intermédiaire du sous-label Djax Up-Beats, elle diffuse de la Chicago house depuis 1990. Elle sort également beaucoup de musique dans ce style en tant que DJ. Au fil du temps, elle signe également des artistes de renom tels que Armando, Robert Armani, Mike Dearborn et Steve Poindexter.
Elle se développe également en tant que mixeuse et DJ. En 1993, le magazine allemand de techno Frontpage la désigne DJ de l'année et le label allemand Tendance Djax comme label international de l'année. Plus tard, elle et son label sont également régulièrement récompensés au niveau international ; aux Pays-Bas, elle reçoit De Veer en 1998. Elle est également présente à plusieurs reprises dans toutes sortes de grandes parades. Lors de sa troisième Love Parade à Berlin (1998), par exemple, elle joue à la Siegessäule devant un public d'un million de personnes. À l'occasion du dixième anniversaire de son label, son livre 1989-1999 Djax Records - The Power of the Underground est publié et traduit en japonais.
En 2004, l'essor de la musique numérique avait déjà radicalement changé l'industrie musicale. De nombreux artistes de hip-hop publient depuis lors leur musique gratuitement sur l'internet. Cette année-là, son père est également décédé. Elle envisage un temps de vendre son label, mais le poursuit malgré tout, principalement pour sortir sa propre musique.
Au fil des ans, elle et son label publient 400 albums de différents types de musique, tandis que la réédition d'Afslag Osdorp par Osdorp Posse est récompensée par un disque d'or en 2009. Djax compte 1,3 million de disques vendus au cours de ses 20 ans d'existence.

## Discographie

### Albums studio
- 2005 : Raw
- 2008 : Inferno
- 2016 : Flight 303

### Remixes
- 1996 : Phuture - Times fade (Miss Djax Space Mix)
- 1997 : Windell Storm - Welcome to Chicago (Miss Djax Power Remix)
- 2006 : DJ Rush - Dirty Fingernails (Miss Djax Remix)
- 2008 : Mike NRG - Lost In Dreams (Miss Djax and Human Resource Remix)

### Singles et EP
- 1994 : X-Factor
- 1995 : Miss Djax vs. the World
- 1996 : Spin Machine
- 1997 : Doomsday
- 1997 : Spiderwoman
- 1997 : Moonranger
- 1998 : The Analog Sessions of Darkness
- 1998 : Acid and Miss Djax - 303
- 2005 : Sick of U
- 2005 : Crack House
- 2008 : Headbangin'
- 2008 : Hell's Bells
- 2009 : Burnout
- 2010 : Respect (avec Human Resource)
- 2010 : Stereo Destroyer (avec Human Resource vs. Marshall Masters)
- 2011 : New Life
- 2011 : Forever
- 2014 : From Within